# ویرایشگر خط
ویرایشگر خط (به انگلیسی: Line editor) یک نوع ویرایشگر متن است که برای انجام عملیات بر روی متن، براساس انجام عملیات (نمایش، اصلاح و تغییر مکان) بر روی «خطوط» عمل می‌کند. ویرایشگرهای خط، قبل از ویرایشگرهای متنِ براساس اسکرین (مانند وی‌آی) به‌وجود آمدند و مربوط به دوره‌ای می‌شوند که اپراتورهای کامپیوتر با تله‌تایپ کار می‌کردند، بدون هیچ صفحه تصویری و بدون داشتن توانایی حرکت مکان‌نما در طول سند. همچنین، در گذشته برای پرکردن خلأ ویرایشگرهای متنِ تمام‌صفحه در رایانه‌های خانگی از ویرایشگرهای خط به‌دلیل مصرف حافظهٔ کمتر استفاده می‌شد. از ویرایشگرهای خط می‌توان به Edlin و ویرایشگر ed اشاره کرد.